# Srikuncoro
Srikuncoro is een bestuurslaag in het regentschap Bengkulu Tengah van de provincie Bengkulu, Indonesië. Srikuncoro telt 1327 inwoners (volkstelling 2010).